# Ivica Hlevnjak
Ivica Hlevnjak (El Shatt, 28. travnja 1944. – Split, 28. studenoga 2015.) bio je hrvatski nogometaš.

## Karijera
1962. godine započinje svoju karijeru u Hajduku iz Splita. Ima najviše odigranih utakmica za Hajduk poslije Frane Matošića – 665. S 29 godina odlazi igrati u Francusku. Ondje igra za RC Strasbourg i SAS Épinal. Za Épinal je skupio 115 (uz 26 golova), a za Strasbourg 52 nastupa i 9 golova. U Epinalu je 1979. završio karijeru.
Za reprezentaciju Jugoslavije, kao nogometaš Hajduka, od 1969. do 1970. godine, odigrao je 3 utakmice. Debitirao je u prijateljskoj utakmici u Splitu 26. veljače 1969. godine protiv Švedske (2:1), dok se od reprezentativnog dresa oprostio 18. studenog 1970. godine u prijateljskoj utakmici protiv njemačke reprezentacije u Zagrebu (2:0).
Nikada se nije bavio trenerskim poslom, po struci je bio stomatolog, po povratku iz inozemstva radio je u Hajdukovu marketingu.
Preminuo je u 72. godini života 28. studenog 2015. godine.
Statistika u Hajduku
| Natjecanje        | Nastupi | Zgoditci |
| ----------------- | ------- | -------- |
| Prvenstvo         | 310     | 72       |
| Kup               | 36      | 13       |
| Superkup          | 0       | 0        |
| Međunarodne       | 27      | 6        |
| Splitski podsavez | 0       | 0        |
| Ukupno            | 373     | 91       |
| Prijateljske      | 292     | 146      |
| Sveukupno         | 665     | 237      |

## Vanjske poveznice
- LZMK / Nogometni leksikon: Hlevnjak, Ivica
- Profil[neaktivna poveznica] na racingstub.com